# Pila Music
Pila Music (Pila lateinisch für: Wegweiser) ist ein christliches Musiklabel. Nach Verkauf des ehemals selbstständigen Tonträger- und Musikverlags Pila Music GmbH mit Standort in Dettenhausen übernahm 2003 die Wort im Bild Verlags- und Vertriebsgesellschaft mbH in Altenstadt sämtliche Rechte.

## Geschichte
Pila Music wurde 1978 von Angelika und Volker Rittinghaus gegründet. Angelika Rittinghaus, geborene Hänssler und Tochter von Friedrich Hänssler, dem Gründer des christlichen Hänssler-Verlags, studierte Germanistik und Musik; Volker Rittinghaus studierte Betriebswirtschaft und Theologie. Der Verlag spezialisierte sich auf das derzeit in der christlichen Zielgruppe erwachte Interesse an internationaler Musik wie Soul, Gospel und CCM und erwarb zwei Jahre später 1980 sämtliche Rechte des 1977 von Nils Kjellström gegründete Plattenlabel Blue Rose in Hüttenberg, welches über personelle Kontakte zum Janz Team sowie dem Evangeliums-Rundfunk Vertriebswege zum Verkauf von christlichen Musikproduktionen aus den USA geöffnet hatte und die im internationalen Geschäft erwirtschafteten Gewinne synergetisch in eigene Musikproduktionen mit Künstlern wie zum Beispiel Arno & Andreas, Jan Vering oder Jürgen Werth investiert hatte. Hauptsächlich am Importgeschäft interessiert, gliederte Pila Music profilentferntere Produkte in den familieneigenen Hänssler-Verlag aus, der den Bereich der Gemeindemusik im Stil des Evangeliumsliedes und des Neuen Geistlichen Liedes sowie die Jugendchorbewegung abdeckte. Pila Music positionierte sich dagegen bewusst international orientiert und bediente diesen Markt im deutschsprachigen Raum zeitweise nahezu exklusiv in Vertriebsgemeinschaft mit dem Hänssler-Verlag.

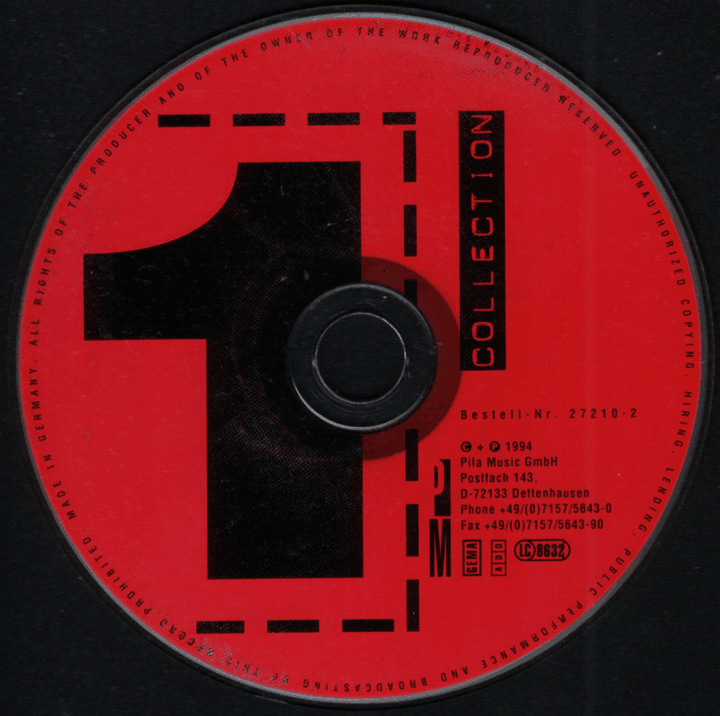
Die erste CD der ‚Collection‘-Reihe aus dem Jahr 1994, damals noch eine Promotion CD, die nicht verkauft wurde. Auf der CD selbst ist links neben den Verlagsdaten das alte Logo, die stilisierten Buchstaben „PM“ übereinander, erkennbar.

Im Jahr 1986 bezog der Verlag sein neues Vertriebszentrum in Dettenhausen bei Tübingen und investierte in seine Vertriebsstruktur und Kundenbindungsprogramme, zu denen eine Zeitschrift, die mehrmals im Jahr erschienenen CDs „Reinhören Raussuchen“ und die PilaCard gehörten. Die CDs „Reinhören Raussuchen“ enthielten wie im Rundfunk moderierte Hörproben aktueller Titel. Die CDs waren im Abonnement zusammen mit der PilaCard erhältlich, die 4–6 Mal jährlich kostenlos zugesandt wurden. 1994 erschien erstmals die CD Collection 1, die zu Promotionzwecke an Radio- und Fernsehsender, aber nicht an Endkunden verteilt wurde. Die CDs Reinhören Raussuchen sind bis etwa 1996 dokumentiert. Die Collection-CDs waren „voll ausgespielte ‚Reinhören Raussuchen‘-CDs sozusagen“. Der Pappschuber enthielt neben Titel und Interpret jeweils auch die wichtigsten Informationen zu dem Tonträger, dem der Titel entnommen war.
Nun wurde auch wieder in den Aufbau deutscher Künstler im bereits etablierten CCM-Marktsegment investiert. Künstler wie Normal Generation? oder Ararat verdanken ihren deutschen Erfolg der Vermarktung durch Pila Music. Auch einige Künstler aus dem Bereich der freikirchlichen Gemeinden, von denen man sich offenbar das öffentliche Interesse über den kirchlichen Bereich hinaus erhoffte, wie Arne Kopfermann oder Jürgen Werth (zuerst Gerth Medien, dann Pila, später Hänssler- und ERF-Verlag) konnten für den Verlag gewonnen werden. Dieter Falk produzierte als Hausproduzent des Verlags über Pila seine eigenen Produktionen und nahm fast alle Pila-eigenen Produktionen auf, die er mit den Künstlern des Verlags produzierte. Über viele Jahre übernahm das Ehepaar Rittinghaus von der Büroarbeit bis hin zum Päckchenpacken und Verlagsreisen alle anfallenden Arbeiten selbst. Zwischen 1984 und 1997 wuchs der Mitarbeiterstab des Verlags auf rund 20 Mitarbeiter an. Pila Music gehörte nach Umsatz zu den großen Contemporary-Christian-Music-Verlagen in Europa.
Die letzten Tonträger des Verlags erschienen in eigener Verantwortung im Jahr 2001. Im September 2002 stellte Hänssler den exklusiven Vertrieb von Pila-Tonträgern endgültig ein. Zunächst gab es einen Rettungsversuch: Asaph übernahm die komplette Logistik, Auslieferung und den Vertrieb für Pila Music, Kir Music und Jona. Angelika Rittinghaus, inzwischen geschieden, nahm keinen Einfluss mehr auf das Unternehmen.

## Pila Musicheute

Das aktuelle Logo der Marke, wie sie der Verlag Wort im Bild verwendet

Am 1. September 2003 hat der Verlag Wort im Bild in Altenstadt Pila Music käuflich erworben. Somit gingen alle Rechte an Musikproduktionen sowie das Warenlager an den Zeitschriften-Verlag Wort im Bild über. Dessen Geschäftsführer Christian Trebing erklärte, man habe „die Möglichkeiten im Printbereich … fast vollständig ausgeschöpft“ und wolle das Verlagsangebot mit einer Tonträgersparte ergänzen. Man beabsichtige die Fortführung der Marke im Non-Profit-Marketing mit missionarischem Hintergrund. Wort im Bild vertreibt überwiegend die von Pila übernommenen Künstler wie z. B. Normal Generation? oder W4C. Probleme gab es um 2003 mit Vertragskünstlern, deren Produktionen der GEMA nicht gemeldet wurden und die deshalb illegal hergestellt und vertrieben wurden; belegt zumindest anhand der Band Baff, die ihren Vertrag mit Pila kündigte.
Im Frühjahr 2007 erschien die letzte Printausgabe der verlagseigenen Zeitschrift eXact! Die Idee, eine Onlineversion zu schaffen, wurde nicht weiter verfolgt. Chefredakteur Volker Gruch, der seit Juli 2005 die eXact! sowie den A&R-Bereich von Pila betreute, wurde entlassen. Er gründete mit dem Redaktionsteam im Juni 2007 die christliche Musikzeitschrift a5 Musik-Kultur-Christsein im eigenen Verlag. Bereits Ende 2006 hatte Wort im Bild die Zusammenarbeit mit Andreas Biermann, der seit 2004 freiberuflich als Produzent für Pila tätig war, beendet. Viele der neu gewonnenen Künstler kehrten danach Pila Music wieder den Rücken.

## Diskografie
| Präfix | Präfix | Nr. | Titel | Interpreten | Jahr      | Anmerkungen |
| LP | MC | Nr. | Titel | Interpreten | Jahr      | Anmerkungen |
| --- | --- | --- | --- | --- | --------- | --- |
| 20 | | 000 | Erwartung | Eden | 1978 1984 | Wiederveröffentlichung, zuerst 1978 bei Gerth Medien – LP-Nr. 33.523 erschienen; CD-Ausgabe erschienen unter Katalognummer 927.274; Ebenfalls unter Label Eden Musik, LP-Katalognummer EM 20000, erschienen                     |
| 20 | | 001 | Perelandra | Eden | 1980 1983 | Wiederveröffentlichung, zuerst 1980 bei Gerth Medien – LP-Nr. 33.528 erschienen; CD-Ausgabe erschienen unter Katalognummer 927.253; Ebenfalls 1981 unter Label Eden Musik, LP-Katalognummer EM 20.001, erschienen               |
| | |     | | |           | |
| 20 | 25 | 100 | Weder Arno noch Andreas | Arno und Andreas | 1978      | Zuerst erschienen unter aufgekauftem Musiklabel Blue Rose, Hüttenberg |
| 20 | 25 | 100 | [1] Ein Gespräch mit Jesus • [2] Psalm 139 • [3] Nehmt einander an • [4] Der Gammler • [5] Liebe ist (k)ein Problem • [6] Und fragte nach dem Sinn des Lebens • [7] Versagerblues • [8] Es ist ein guter Weg • [9] Schrei nach Hilfe • [10] Noah • [11] Eine Kneipe früh am Morgen • [12] Abendlied | Arno und Andreas | 1978      | Zuerst erschienen unter aufgekauftem Musiklabel Blue Rose, Hüttenberg |
| 20 | 25 | 101 | Hartmut Nitsch | Hartmut Nitsch | 1978      | Zuerst erschienen unter aufgekauftem Musiklabel Blue Rose, Hüttenberg |
| 20 | 25 | 101 | [1] Ich wär allein • [2] Allein mit Gott • [3] Es gibt so viel Leid • [4] Wir schwätzen und quatschen • [5] Mit ihm • [6] Er wartet auf dich • [7] Verschwand im Dunkel einer Gasse • [8] Weg, Wahrheit und Leben • [9] Geh doch nicht • [10] Hast du wirklich Zeit • [11] Wir reden viel • [12] Damit du sinnvoll lebst | Hartmut Nitsch | 1978      | Zuerst erschienen unter aufgekauftem Musiklabel Blue Rose, Hüttenberg |
| 20 | 25 | 102 | Gedankenstrich | Jürgen Werth | 1978      | Zuerst erschienen unter aufgekauftem Musiklabel Blue Rose, Hüttenberg |
| 20 | 25 | 102 | [1] Ich sing für euch • [2] Kopf hoch, Freund • [3] Wie ein Tropfen Meer • [4] Er war ein Spieler • [5] Wind in meinen Segeln • [6] Nun bist du fort • [7] Wie lange noch • [8] Der Himmel ist nicht oben • [9] Meine Stadt • [10] Du bist du (Vergiss es nie) [Blue-Rose-Version 1978] • [11] Komm einmal her • [12] Ich möchte für dich leben | Jürgen Werth | 1978      | Zuerst erschienen unter aufgekauftem Musiklabel Blue Rose, Hüttenberg |
| 20 | | 103 | Mansion Builder | 2nd Chapter of Acts | 1978      | Deutsche Lizenzausgabe 1978 des Originals aus den Vereinigten Staaten von Sparrow Records, erschienen im aufgekauften Musiklabel Blue Rose, Hüttenberg                                                                          |
| 20 | [1] Rod And Staff • [2] Mansion Builder • [3] Psalm 93 • [4] Gold In The Clouds • [5] I’ll Give My Life Away • [6] Rainbow • [7] Well, Haven’t You Heard • [8] Lightning Flash • [9] Starlight, Starbright • [10] Make My Life A Prayer To You • [11] Daydreamer | 103 | | 2nd Chapter of Acts | 1978      | Deutsche Lizenzausgabe 1978 des Originals aus den Vereinigten Staaten von Sparrow Records, erschienen im aufgekauften Musiklabel Blue Rose, Hüttenberg                                                                          |
| | |     | | |           | |
| 20 | | 105 | Power Music Rock music with a new dimension | B. J. Thomas Tom Howard Pat Terry Group | 1977      | Deutsche Lizenzausgabe 1979 des Originals aus den Vereinigten Staaten von Word Records, erschienen im aufgekauften Musiklabel Blue Rose, Hüttenberg                                                                             |
| 20 | [1] Rock ’n’ Roll Preacher • [2] Storybook Realities • [3] No Matter What Shape You’re In • [4] Mansion On The Sand • [5] Searchlight • [6] Keep Me Runnin’ • [7] Love Broke Thru • [8] The Rock That Doesn’t Roll • [9] Daniel • [10] You Are Love | 105 | | B. J. Thomas Tom Howard Pat Terry Group | 1977      | Deutsche Lizenzausgabe 1979 des Originals aus den Vereinigten Staaten von Word Records, erschienen im aufgekauften Musiklabel Blue Rose, Hüttenberg                                                                             |
| 20 | 25 | 106 | Emerging | Phil Keaggy Band | 1978      | Deutsche Lizenzausgabe, erschienen im aufgekauften Musiklabel Blue Rose, Hüttenberg (?) |
| 20 | 25 | 106 | [1] Theme / Where Is My Maker • [2] Another Try • [3] Ryan’s Song • [4] Struck By The Love • [5] Turned On The Light • [6] Sorry • [7] Take A Look Around • [8] Gentle Eyes | Phil Keaggy Band | 1978      | Deutsche Lizenzausgabe, erschienen im aufgekauften Musiklabel Blue Rose, Hüttenberg (?) |
| 20 | 25 | 107 | Begin Again | Nutshell | 1978      | Deutsche Lizenzausgabe 1978 des Originals aus Großbritannien von Myrrh, erschienen bei aufgekauftem Musiklabel Blue Rose, Hüttenberg                                                                                            |
| 20 | 25 | 107 | [1] Love With No Limit • [2] Don’t Let Me Fall • [3] Caroline • [4] In The Father’s Hand • [5] Starry Eyed And Laughing • [6] First Snow • [7] Take Me Down • [8] Stay Close • [9] The Dancer • [10] Heaven In Your Heart | Nutshell | 1978      | Deutsche Lizenzausgabe 1978 des Originals aus Großbritannien von Myrrh, erschienen bei aufgekauftem Musiklabel Blue Rose, Hüttenberg                                                                                            |
| 20 | | 108 | Lebenstanz | Markus Egger | 1979      | Zuerst erschienen unter aufgekauftem Musiklabel Blue Rose, Hüttenberg |
| 20 | [1] Blinder Mann • [2] Frisbee • [3] Ich will leben • [4] Narr • [5] Ich bin so froh • [6] Drüben • [7] Sterbende Stadt • [8] Meine Sonne • [9] Schau dich um | 108 | | Markus Egger | 1979      | Zuerst erschienen unter aufgekauftem Musiklabel Blue Rose, Hüttenberg |
| 20 | | 109 | Gospel Plough | Gospel Plough | 1979      | Zuerst erschienen unter aufgekauftem Musiklabel Blue Rose, Hüttenberg |
| 20 | [1] Keep Me Runnin’ • [2] Gott ist nicht tot • [3] Mein Freund • [4] Go Down, Moses • [5] Ich bin recht enttäuscht • [6] Nicht immer nur davon reden • [7] Weil du denkst • [8] Herr, ich freu mich über jeden Tag • [8] Alles Fassade • [10] So, du hast dein Leben satt • [11] Oh, Freedom • [12] Ich sing dein Lied | 109 | | Gospel Plough | 1979      | Zuerst erschienen unter aufgekauftem Musiklabel Blue Rose, Hüttenberg |
| 20 | 25 | 110 | Trinitatis | Trinitatis | 1979      | Zuerst erschienen unter aufgekauftem Musiklabel Blue Rose, Hüttenberg |
| 20 | 25 | 110 | [1] Let Your Voices Ring • [2] Nur immer reden • [3] Überrannt • [4] Das braucht Platz • [5] Gospel Train • [6] Was satt macht • [7] The Lord Is Living • [8] Herr, mach uns frei • [9] Friede kommt | Trinitatis | 1979      | Zuerst erschienen unter aufgekauftem Musiklabel Blue Rose, Hüttenberg |
| | |     | | |           | |
| 20 | 25 | 112 | Golgatha Ein Oratorium mit Rock-, Pop- und Jazz-Elementen, gesungen und gespielt von Aufwind Text: Trine von Stolzenau • Musik: Friedel Berlipp | Aufwind | 1980      | Zuerst erschienen unter aufgekauftem Musiklabel Blue Rose, Hüttenberg |
| 20 | 25 | 112 | [1]–[6] Teil 1–6 | Aufwind | 1980      | Zuerst erschienen unter aufgekauftem Musiklabel Blue Rose, Hüttenberg |
| 20 | 25 | 113 | Wert(h)paket | Jürgen Werth | 1980      | Zuerst erschienen unter aufgekauftem Musiklabel Blue Rose, Hüttenberg |
| 20 | 25 | 113 | [1] Hallo John, Paul, George und Ringo • [2] Heute war gestern noch morgen • [3] Bi us hier • [4] Leben ist kompliziert • [5] Wer sägt an meinem Ast • [6] Er ist die Hand auf meiner Schulter • [7] Einmal Clown sein • [8] Zeit der Träume • [9] Näher • [10] Manchmal • [11] Er blieb da • [12] Menschen wie Menschen | Jürgen Werth | 1980      | Zuerst erschienen unter aufgekauftem Musiklabel Blue Rose, Hüttenberg |
| 20 | 25 | 114 | Die Platte | Arno und Andreas | 1980      | Zuerst erschienen unter aufgekauftem Musiklabel Blue Rose, Hüttenberg |
| 20 | 25 | 114 | [1] Die Platte • [2] Sonniger Montag • [3] Tage mit Sturm und Regen • [4] Frohes Fest • [5] Bin kein Genie • [6] Immer im Kreis • [7] Thunfisch • [8] Das ist wirklich nicht naiv • [9] Wenn ich rufe • [10] Ganz nah • [11] Das war’s | Arno und Andreas | 1980      | Zuerst erschienen unter aufgekauftem Musiklabel Blue Rose, Hüttenberg |
| 20 | | 115 | Lichtblick | At Light | 1980      | Katalognummer belegt durch Vertriebsprodukt des aufgekauften Musiklabels Blue Rose für Missionstrupp Frohe Botschaft, MC erschienen unter Nr. MFB C 14                                                                          |
| 20 | [1] Sonne, Sand und Wind • [2] Herr, ich habe Angst • [3] Lichtblick • [4] Leben, Licht und Klarheit • [5] Denn der Abend kommt • [6] Sünde • [7] Einer kam zu Jesus • [8] Hoffnung • [9] Der Sohn • [10] Der Idealist | 115 | | At Light | 1980      | Katalognummer belegt durch Vertriebsprodukt des aufgekauften Musiklabels Blue Rose für Missionstrupp Frohe Botschaft, MC erschienen unter Nr. MFB C 14                                                                          |
| 20 | | 116 | Wieder live | Jan Vering & Freunde 1 Deirdree Boysen 2 Hartmut Nitsch 3 Heike Barth 4 Jürgen Werth 5Wilfried Grenz Aufwind | 1982      | Live-Doppel-Album; Konzertmitschnitt, Frankfurt, 1980; Zuerst erschienen unter aufgekauftem Musiklabel Blue Rose, Hüttenberg |
| 20 | [1] Gospel Train • [2] When The Saints • [3] Unter all die Sterne • [4] Unbeachtet und verloren4 • [5] Go Down Moses • [6] Hold On • [7] Alte schwarze Lieder • [8] Bi us hier • [9] Motherless Child • [10] Darum hab Dank • [11] Geborgenheit3 | 116 | | Jan Vering & Freunde 1 Deirdree Boysen 2 Hartmut Nitsch 3 Heike Barth 4 Jürgen Werth 5Wilfried Grenz Aufwind | 1982      | Live-Doppel-Album; Konzertmitschnitt, Frankfurt, 1980; Zuerst erschienen unter aufgekauftem Musiklabel Blue Rose, Hüttenberg |
| 20 | [1] That’s All I Want From You • [2] Amazing Grace1 • [3] All My Trials5 • [4] Good News / Go Tell It On The Mountains • [5] Hey, bleib doch nicht stehen2 • [6] I’m Gonna Keep On Singing2 • [7] Abendlied1 | 116 | | Jan Vering & Freunde 1 Deirdree Boysen 2 Hartmut Nitsch 3 Heike Barth 4 Jürgen Werth 5Wilfried Grenz Aufwind | 1982      | Live-Doppel-Album; Konzertmitschnitt, Frankfurt, 1980; Zuerst erschienen unter aufgekauftem Musiklabel Blue Rose, Hüttenberg |
| 20 | 25 | 117 | Theophonie | Theophiles | 1980      | Zuerst erschienen unter aufgekauftem Musiklabel Blue Rose, Hüttenberg |
| 20 | 25 | 117 | [1] Denk mal • [2] Was im Leben wirklich zählt • [3] Überlegen • [4] Ohne dich • [5] Erinnerungen • [6] Get Home To You • [7] Lasst uns nicht länger schweigen • [8] Zweifel • [9] He’s My Friend • [10] Gestern • [11] Nur eines ist ganz sicher • [12] Jesus, deine Größe | Theophiles | 1980      | Zuerst erschienen unter aufgekauftem Musiklabel Blue Rose, Hüttenberg |
| | |     | | |           | |
| 20 | | 123 | Langarbeitsheftspielscheibe | Arno und Andreas | 1983      | |
| 20 | [1] Winter und Licht • [2] Sie sitzt am Fenster • [3] Kopf und Herz sind wie ein Beet • [4] Schlag nicht zurück • [5] Wie haben sie einander so lieb • [6] Textilientext • [7] Glaubst du echt ans Material • [8] Parabel • [9] Diese Hoffnung • [10] Der kleine Legionär • [11] Der Traum | 123 | | Arno und Andreas | 1983      | |
| | |     | | |           | |
| 20 | | 126 | Surfacing | Pacific | 1984      | Pacific (Band von Campus für Christus) |
| 20 | [1] Fire • [2] Dance Through Me • [3] Battle • [4] To Love You • [5] S.T.R (Seasonal Time Rap) • [6] Waitin' • [7] Grow Up • [8] Castles In The Sand • [9] Can He See Me • [10] Knowing Hymn | 126 | | Pacific | 1984      | Pacific (Band von Campus für Christus) |
| 20 | | 127 | Wenn der Morgen kommt | Jürgen Werth | 1984      | |
| 20 | [1] Möppes • [2] Ein paar Namen • [3] Wert(h)ungen • [4] Der Weise • [5] Ich hörte auf die Stille • [6] Seht ihn • [7] Wenn der Morgen kommt • [8] Stadt des Friedens, Stadt der Gewalt • [9] Gott gab dich nicht auf | 127 | | Jürgen Werth | 1984      | |
| | |     | | |           | |
| 20 | 25 | 130 | Nach dem Hören kommt das Handeln… | Arno und Andreas | 1985      | CD-Veröffentlichung unter Nr. 60.022 |
| 20 | 25 | 130 | [1] Verloren im Regen • [2] Brotvermehrung • [3] Zauberwort Freiheit • [4] Nach dem Hören kommt das Handeln • [5] Liebeslied • [6] Affenmenschen • [7] Bin überreich beschenkt (Überreich beschenkt) • [8] Die Wohlstandsmaschine • [9] Nonstop Video Verleih (Nonstop-Video-Verleih) • [10] Zwölf Mann in einem Boot • [11] Still • [12] Since The Loving Savior | Arno und Andreas | 1985      | CD-Veröffentlichung unter Nr. 60.022 |
| | |     | | |           | |
| 20 | 25 | 132 | On Time | Dieter Falk (Piano) | 1985      | |
| 20 | 25 | 132 | [1] Now Thank We All Our God (Nun danket alle Gott) • [2] Jesus, Priceless Treasure (Jesu, meine Freude) • [3] You And Me (Du und ich) • [4] Praise To The Lord Thee Almighty (Lobe den Herren) • [5] Exalt Thy Name My Soul (Du meine Seele, singe) • [6] Come Holy Ghost (Ich singe dir mit Herz und Mund) • [7] Nobody Knows • [8] Wake, Awake, For Night Is Flying (Wachet auf, ruft uns die Stimme) • [9] Don't Run Away • [10] Angelika's Song | Dieter Falk (Piano) | 1985      | |
| 20 | | 133 | Freue dich Welt Instrumental | Orchester Nils Kjellström | 1985      | |
| 20 | [1] Freue dich Welt • [2] Greensleeves (What Child Is This) • [3] Wir warten auf sein Kommen • [4] Als ich bei meinen Schafen wacht • [5] Wie schön leuchtet der Morgenstern • [6] Go Tell It On The Mountain • [7] Jingle Bells • [8] Es hatte sich eröffnet • [9] Nun leuchten tausend Kerzen • [10] O du fröhliche • [11] Auf dem Berge, da gehet der Wind • [12] Morgen, Kinder, wird’s was geben • [13] Stille Nacht | 133 | | Orchester Nils Kjellström | 1985      | |
| 20 | 25 | 134 | Befreite Hände | Frank und Peter Hübner | 1986      | |
| 20 | 25 | 134 | [1] Komm, wir brechen auf • [2] Mit vollen Segeln • [3] Unterwegs heim • [4] Der Sender • [5] Nur seine Spur • [6] Komm ins Licht • [7] In solchen Stunden • [8] Harmonie • [9] Befreite Hände • [10] Fels in der Brandung | Frank und Peter Hübner | 1986      | |
| 20 | 25 | 135 | Herzlichen Glückwunsch | Arno und Andreas Die Regenbogenkinder unter der Leitung von DeEtta Janz und John Dueck 1 Anja Lehmann 2Daniel Hamann (Sprecher) Michael Krieger (Sprecher)                                                                           | 1986      | Album beinhaltet Musiktitel in Zweitverwertung aus Single-Nr. 20.219; CD-Veröffentlichung 1996 unter CD-Nr. 927.254 und MC-Nr. 925.135 sowie 2009 unter CD-Nr. 927.254.000                                                      |
| 20 | 25 | 135 | [1] Geburtstagslied2 • [2] Warum kommt wohl der Regen • [3] Der Esel hat vier Beine [aus Single-Nr. 20.219] • [4] Ich mag dich sehr [aus Single-Nr. 20.219] • [5] Ich bete, wenn ich traurig bin2 • [6] Das ist doch herrlich • [7] Das Lied der vielen Wünsche • [8] Auf der Regenbogenstraße [aus Single-Nr. 20.219] • [9] Wann macht die Sonne Feierabend [aus Single-Nr. 20.219] • [10] Das Lied vom Reinemachen | Arno und Andreas Die Regenbogenkinder unter der Leitung von DeEtta Janz und John Dueck 1 Anja Lehmann 2Daniel Hamann (Sprecher) Michael Krieger (Sprecher)                                                                           | 1986      | Album beinhaltet Musiktitel in Zweitverwertung aus Single-Nr. 20.219; CD-Veröffentlichung 1996 unter CD-Nr. 927.254 und MC-Nr. 925.135 sowie 2009 unter CD-Nr. 927.254.000                                                      |
| 20 | | 136 | Alte Freunde – neue Lieder | Jan Vering 1 Marja van de Poll 2 Cae Gauntt | 1986      | CD-Veröffentlichung unter Katalog-Nr. 60.025 |
| 20 | [1] Das sing ich laut hinaus • [2] Gnade für die Welt • [3] Goliath und David • [4] Angst vor der Stille • [5] Wayfaring Stranger1 • [6] Als Mozart in den Windeln lag • [7] Komm, Paulus • [8] Rettet dem Dativ • [9] I Got Shoes2 • [10] Der Pianist • [11] Hilf uns zur Umkehr • [12] Bevor du schläfst | 136 | | Jan Vering 1 Marja van de Poll 2 Cae Gauntt | 1986      | CD-Veröffentlichung unter Katalog-Nr. 60.025 |
| | |     | | |           | |
| 20 | | 138 | Einander lieben | Various | 1986      | Kompilationsalbum aus Zweitverwertungstiteln vorangegangener Veröffentlichungen; CD-Veröffentlichung unter Katalog-Nr. 60.050                                                                                                   |
| 20 | [1] Liebeslied [aus LP-Nr. 20.130] • [2] Harmonie [aus LP-Nr. 20.134] • [3] Komm, lass uns gemeinsam lernen [aus Gerth Medien – LP-Nr. 33.553] • [4] Once You Were Here [aus CD-Nr. 60.052] • [5] Angelika’s Song [aus LP-Nr. 20.132] • [6] Ich will dir treu sein [aus Hänssler Music – LP-Nr. 99.155] • [7] Überreich beschenkt [aus LP-Nr. 20.130] • [8] Näher [aus Blue Rose – LP-Nr. 20.113] • [9] Jesus, deine Größe [aus LP-Nr. 20.117] | 138 | | Various | 1986      | Kompilationsalbum aus Zweitverwertungstiteln vorangegangener Veröffentlichungen; CD-Veröffentlichung unter Katalog-Nr. 60.050                                                                                                   |
| | |     | | |           | |
| 20 | | 140 | Schwer zu sagen | Clemens Bittlinger | 1987      | CD-Ausgabe erschienen unter Katalognummer 960.027 |
| 20 | [1] Dort wo man es sieht • [2] Das Dach • [3] Liebe und Teilen (AIDS) • [4] Schwerer Morgen • [5] Mauern aus Panzerglas • [6] Von Mensch zu Mensch • [7] Die Zeit • [8] Wir alle warten auf ein Wort • [9] Clowns und Gaukler (Lob der Torheit) • [10] Schritte wagen • [11] Schwer zu sagen | 140 | | Clemens Bittlinger | 1987      | CD-Ausgabe erschienen unter Katalognummer 960.027 |
| | |     | | |           | |
| 20 | | 142 | Today | Dieter Falk (Keyboards) | 1987      | |
| 20 | [1] Today • [2] Tomorrow • [3] Every Song, Every Melody • [4] Higher Power • [5] Heart And Soul • [6] Gospel Train • [7] Love Connection • [8] Back To The Roots • [9] Joy Arising • [10] Celebration • [11] Who Keeps The Love • [12] Commit Whatever Grieves Thee | 142 | | Dieter Falk (Keyboards) | 1987      | |
| 20 | | 143 | Choräle – Im neuen Sound | Dieter Falk (Konzept) 1 Cae Gauntt 2 Jan Vering 3 Henning Rauhut 4 Brunhilde Petz 5 Arno und Andreas 6 Eddie Gauntt 7 Manfred Siebald Dieter Falk – Keyboards und Piano Chor: Jan Vering, Cae Gauntt, Henning Rauhut, Brunhilde Petz | 1987      | |
| 20 | [1] Lobet den Herren (Lobet den Herren, alle, die ihn ehren)1; 2; 3 • [2] Ein feste Burg (Ein feste Burg ist unser Gott)1; 2; 3; 4 • [3] Der Tag ist um (Der Tag ist um, die Nacht kehrt wieder)5 • [4] Lobe den Herren (Lobe den Herren, den mächtigen König der Ehren)6 • [5] O Haupt voll Blut und Wunden [Instrumental] (Dieter Falk – Keyboards und Piano) • [6] Befiehl du deine Wege1; 2; 3 • [7] Wer nur den lieben Gott lässt walten7 • [8] Gott ist gegenwärtig3 • [9] Jesu, meine Freude (Jesu, meine Freude, meines Herzens Weide)1; 2; 3 • [10] Der Mond ist aufgegangen2 | 143 | | Dieter Falk (Konzept) 1 Cae Gauntt 2 Jan Vering 3 Henning Rauhut 4 Brunhilde Petz 5 Arno und Andreas 6 Eddie Gauntt 7 Manfred Siebald Dieter Falk – Keyboards und Piano Chor: Jan Vering, Cae Gauntt, Henning Rauhut, Brunhilde Petz | 1987      | |
| 20 | | 144 | C.A.E. | Cae Gauntt* | 1987      | CD-Ausgabe erschienen unter Katalognummer (9)30.044; * Bezeichnung bei Erstveröffentlichung: „CAE“ |
| 20 | [1] C.A.E. • [2] Jericho • [3] Was uns hält • [4] Sie weiß, was sie will • [5] Machine • [6] Shut De Do • [7] Nichts verloren • [8] Walking • [9] Lean On Me • [10] Jeder Weg beginnt am ersten Schritt • [11] Hier | 144 | | Cae Gauntt* | 1987      | CD-Ausgabe erschienen unter Katalognummer (9)30.044; * Bezeichnung bei Erstveröffentlichung: „CAE“ |
| 20 | | 145 | Jonathan & Laurent | Jonathan & Laurent | 1988      | CD-Ausgabe erschienen unter Katalognummer (9)60.058 |
| 20 | [1] Deine Liebe lebt • [2] Fassaden • [3] Much Too Precious • [4] Spatzen • [5] Weg im Dunkel • [6] Lonely Days • [7] Samuel • [8] Das passt nicht • [9] Alles | 145 | | Jonathan & Laurent | 1988      | CD-Ausgabe erschienen unter Katalognummer (9)60.058 |
| 20 | | 146 | Relaxed | Werner Hucks (Gitarre) | 1988      | CD-Ausgabe erschienen unter Katalognummer (9)60.071 |
| 20 | [1] Neujahrssong • [2] Wade In The Water • [3] Charlotte • [4] Why • [5] Sometimes I Feel • [6] Mittagspause • [7] There Will Never Be Another You • [8] Friendship • [9] Joshua • [10] Dämmerung am Fluss | 146 | | Werner Hucks (Gitarre) | 1988      | CD-Ausgabe erschienen unter Katalognummer (9)60.071 |
| 20 | 25 | 147 | Ein Ein- und Rückblick Arno und Andreas 1978–1988 | Arno und Andreas | 1988      | Kompilationsalbum aus Zweitverwertungstiteln vorangegangener Veröffentlichungen; CD-Veröffentlichung unter Katalognummer 60.060                                                                                                 |
| 20 | 25 | 147 | [1] Die Platte [aus LP-Nr. 20.114] • [2] Der Gammler [aus LP-Nr. 20.100] • [3] Warum kommt wohl der Regen [aus LP-Nr. 20.135] • [4] Nehmt einander an [aus LP-Nr. 20.100] • [5] Still [aus LP-Nr. 20.130] • [6] Schlag nicht zurück [aus LP-Nr. 20.123] • [7] Wenn ich rufe [aus LP-Nr. 20.114] • [8] Kopf und Herz [aus LP-Nr. 20.123] • [9] Thunfisch [aus LP-Nr. 20.114] • [10] Sie sitzt am Fenster [aus LP-Nr. 20.123] • [11] Überreich beschenkt [aus LP-Nr. 20.130] • [12] Das ist doch herrlich [aus LP-Nr. 20.135] • [13] Bin kein Genie [aus LP-Nr. 20.114] • [14] Nach dem Hören kommt das Handeln [aus LP-Nr. 20.130]                              | Arno und Andreas | 1988      | Kompilationsalbum aus Zweitverwertungstiteln vorangegangener Veröffentlichungen; CD-Veröffentlichung unter Katalognummer 60.060                                                                                                 |
| 20 | | 148 | Das ist sein Fest | Various | 1988      | CD-Ausgabe erschienen unter Katalognummer (9)60.070; Tonträgerveröffentlichung zum Christival ’88 |
| 20 | [1] Wir brauchen Mut [aus Hänssler Music – LP-Nr. 99.163] • [2] I Got Shoes [aus LP-Nr. 20.136] • [3] Celebration [aus LP-Nr. 20.142] • [4] Deine Liebe lebt [aus LP-Nr. 20.145] • [5] Komm doch zurück [aus Gerth Medien – LP-Nr. 33.568] • [6] Was uns hält [aus LP-Nr. 20.144] • [7] Dass dein Wort [aus ERF-Verlag – MC-Nr. 15.022, zuerst erschienen bei Deutsche Schallplatten, Berlin Ost, Katalog-Nr. 803028] • [8] Neujahrs-Song (Werner Hucks – Gitarre) [Quelle?] • [9] Schritte wagen [aus LP-Nr. 20.140] • [10] Just For You [aus Gerth Medien – LP-Nr. 33.560] • [11] Manches Ende ist ein Anfang [aus Hänssler Music – LP-Nr. 99.172] • [12] Bin überreich beschenkt [aus LP-Nr. 20.130] • [13] Inspiration [aus Creation Music – Album Beflügelt] • [14] Jesus, dir gehört mein Leben [aus Hänssler Music – LP-Nr. 99.153] • [15] Only Love Is The Answer (Charlotte Höglund) [Quelle?] | 148 | | Various | 1988      | CD-Ausgabe erschienen unter Katalognummer (9)60.070; Tonträgerveröffentlichung zum Christival ’88 |
| 20 | 25 | 149 | Wie Gott mir, so ich dir | Jan Vering | 1988      | CD-Ausgabe erschienen unter Katalognummer (9)60.072; Spurnummern [7] und [13] ausschließlich als Bonustracks der MC- und CD-Ausgabe erschienen                                                                                  |
| 20 | 25 | 149 | [1] Come On Children, Let's Sing • [2] Gute Lieder sind wie Vögel • [3] Morgenlied • [4] Precious Lord • [5] Freundschaft • [6] Der Mensch gab allen Tieren Namen • [7] Lord, I Want To Be A Christian [MC-/CD-Bonustrack] • [8] Wie Gott mir, so ich dir • [9] Why? (The King Of Love Is Dead) • [10] Diesen alten, schwarzen Lieder • [11] Spiritual-Medley (Amen / This Little Light Of Mine / Oh When The Saints Go Marching In) • [12] Soldat, Soldat • [13] I'm On My Way [MC-/CD-Bonustrack] • [14] Feuer und Sturm | Jan Vering | 1988      | CD-Ausgabe erschienen unter Katalognummer (9)60.072; Spurnummern [7] und [13] ausschließlich als Bonustracks der MC- und CD-Ausgabe erschienen                                                                                  |
| | |     | | |           | |
| 20 | | 153 | Dieter Falk | Dieter Falk (Keyboards) | 1989      | |
| 20 | [1] Alles, was ihr tut • [2] Danket • [3] Charme • [4] Dir • [5] Deep River • [6] In dir ist Freude • [7] Aufeinander zugehn • [8] Sing And Shout • [9] It’s Me • [10] Precious Interlude | 153 | | Dieter Falk (Keyboards) | 1989      | |
| | |     | | |           | |
| 20 | | 155 | Oh Cae | Cae Gauntt* | 1989      | CD-Ausgabe erschienen unter Katalognummer (9)60.090; * Bezeichnung bei Erstveröffentlichung: „cae“ |
| 20 | [1] Ein für allemal • [2] I Wanna Know • [3] Ich steh zu dir • [4] Oh Cae • [5] Don't Play The Game • [6] Reaching Out • [7] All The Life • [8] Best Part • [9] Halt mein Herz • [10] Du bist dran • [11] Every Star | 155 | | Cae Gauntt* | 1989      | CD-Ausgabe erschienen unter Katalognummer (9)60.090; * Bezeichnung bei Erstveröffentlichung: „cae“ |
| | |     | | |           | |
| 20 | 25 | 160 | Midnite Blue | Werner Hucks (Gitarre) | 1990      | CD-Veröffentlichung unter Katalognummer 60.107 |
| 20 | 25 | 160 | [1] Rainy Day • [2] Regentropfen • [3] Midnite Blue • [4] Wayfaring Stranger • [5] Vanessa • [6] Pinguin • [7] Schöner Morgen • [8] Blues For Eddy • [8] Dream • [9] Schweiz-Song | Werner Hucks (Gitarre) | 1990      | CD-Veröffentlichung unter Katalognummer 60.107 |
| 20 | | 161 | Moment mal | Jonathan & Laurent | 1990      | |
| 20 | [1] Rain • [2] Der goldene Käfig • [3] Farben für den Winter • [4] Ich weiß nicht, wie es weitergehen soll • [5] Selig seid ihr • [6] Gott hört dein Gebet (Wenn die Last der Welt) • [7] Na also! • [8] Lauric • [9] Unterwegs ohne dich • [10] Fall • [11] Momente | 161 | | Jonathan & Laurent | 1990      | |
| | |     | | |           | |
| 20 | 25 | 163 | Romantic Rock Volume 1 | Various | 1990      | CD-Veröffentlichung unter Katalognummer 60.110 |
| 20 | 25 | 163 | [1] Fly Eagle Fly (Whiteheart, aus: Don’t Wait For The Movie) • [2] Never For Nothing (Margaret Becker, aus: Never For Nothing) • [3] Prayer (Petra, aus Beyond Belief) • [4] If I Don’t Have Love (Trace Balin, aus Here And Now) • [5] Charme [aus CD-Nr. 60.083] • [6] I Hear Leesha (Michael W. Smith, aus I 2 (Eye)) • [7] Hope For The Hopeless (Sheila Walsh, aus Say So) • [8] Next Time You See Johnny (Kenny Marks, aus: Another Friday Night) • [9] In A World (Stewart & Kyle, aus: What A Dream) • [10] Schweiz-Song [aus CD-Nr. 60.107] • [11] Be In My Heart (Phil Keaggy, aus Find Me In These Fields) • [12] Reaching Out [aus LP-Nr. 20.155] | Various | 1990      | CD-Veröffentlichung unter Katalognummer 60.110 |
| 20 | | 165 | Sovielzuwenig | Christoph Zehendner* Thomas Adam | 1991      | * Vollständige Bezeichnung: „Christoph Zehendner mit Z.“ |
| 20 | [1] Auf dem Trocknen • [2] Sovielzuwenig • [3] Balsam • [4] Du bist der Weg • [5] Der Sänger • [6] Uff (Thomas Adam) • [7] Ganz schön verliebt • [8] Grenzenlos • [9] Wie eine Mutter • [10] Wohin • [11] Nicht zu fassen • [12] Was du sagst | 165 | | Christoph Zehendner* Thomas Adam | 1991      | * Vollständige Bezeichnung: „Christoph Zehendner mit Z.“ |
| | |     | | |           | |
| 20 | | 168 | The Circle Of Love | Cae Gauntt* | 1991      | CD-Ausgabe erschienen unter Katalognummer (9)60.133; * Bezeichnung bei Erstveröffentlichung: „CAE“ |
| 20 | [1] You're The Same Forever • [2] Sehnsucht • [3] Seine Gnade • [4] Circle Of Love • [5] Mutterseelenallein • [6] God Bless The Child • [7] The Edge • [8] This Light • [9] Inside Me • [10] One Door • [11] Was bleibt zurück • [12] Was uns bleibt | 168 | | Cae Gauntt* | 1991      | CD-Ausgabe erschienen unter Katalognummer (9)60.133; * Bezeichnung bei Erstveröffentlichung: „CAE“ |
| | |     | | |           | |
| | 25 | 190 | Wolkentheater | Die Rinks | 1993      | MC erschienen mit unregelrechtem Postfix in der Katalognummer: 25.190-4 |
| | |     | | |           | |
| 20 | | 202 | Randnotizen | Daffy | 1981      | |
| 20 | [1] Zunächst kurz das Wichtigste • [2] Unser Gemeindehaus • [3] Ein alter Mann • [4] Oh wie schön (O wie schön) • [5] Jeder Mensch ist eine Melodie, die Gott erfunden hat • [6] Im Kino • [7] Lässt du sie gehn • [8] Die Ehebrecherin • [9] Menschliche Zeiten • [10] Du bist begabt | 202 | | Daffy | 1981      | |
| | |     | | |           | |
| 20 | | 206 | Band 153 – Die Erste* | Band 153** | 1983      | Titel sowie Titeleigenschreibweise bei Erstveröffentlichung: „Band Gruppe 153/1“; Name bei Erstveröffentlichung: „Band/Gruppe 153“                                                                                              |
| 20 | [1] Was ich andern sagen will • [2] An einen alten Freund • [3] Einsame Menschen • [4] Reden in den Wind • [5] Brief ohne Namen • [6] Heile Welt • [7] Fußspuren • [8] Hey, was ist los • [9] Wie ein Blatt im Wind • [10] Einer kam | 206 | | Band 153** | 1983      | Titel sowie Titeleigenschreibweise bei Erstveröffentlichung: „Band Gruppe 153/1“; Name bei Erstveröffentlichung: „Band/Gruppe 153“                                                                                              |
| | |     | | |           | |
| 20 | 25 | 217 | Face To Face | Pieces* | 1985      | Live-Tonmitschnitt während Europa-Tour November und Dezember 1984; * Leadsängerin: Heike Barth |
| 20 | 25 | 217 | [1] Winners • [2] Spiritual Masquerade • [3] Dancing In The Summer Rain • [4] Fantasize • [5] For You • [6] Robot System • [7] Keep On Rocking • [8] Fighting • [9] Thanx For Friends (Thanks For Friends) • [10] Roter Mond | Pieces* | 1985      | Live-Tonmitschnitt während Europa-Tour November und Dezember 1984; * Leadsängerin: Heike Barth |
| | |     | | |           | |
| 20 | | 219 | Regenbogen-Str. Vier neue Kinderlieder aus dem Gemeindejugendwerk Maxi-Single | Hella Heizmann und ihre Rasselbande* 1 Andreas Malessa | 1983 (?)  | Maxi-Single; Erschienen im Auftrag des Gemeindejugendwerks; Zweitverwertung sämtlicher Musiktitel für LP-Nr. 20.135 von Arno und Andreas; * Bezeichnung bei Erstveröffentlichung: „Kinderchor unter Leitung von Hella Heizmann“ |
| 20 | [1] Auf der Regenbogenstraße • [2] Wann macht die Sonne Feierabend? • [3] Der Esel hat vier Beine1 • [4] Ich mag dich sehr (Solisten: Ari Dreier, Viola Heizmann) | 219 | | Hella Heizmann und ihre Rasselbande* 1 Andreas Malessa | 1983 (?)  | Maxi-Single; Erschienen im Auftrag des Gemeindejugendwerks; Zweitverwertung sämtlicher Musiktitel für LP-Nr. 20.135 von Arno und Andreas; * Bezeichnung bei Erstveröffentlichung: „Kinderchor unter Leitung von Hella Heizmann“ |
| | |     | | |           | |
| 20 | 25 | 222 | Persönlich berührt | Gospel News unter der Leitung von Uwe Knoblauch 1 Dorothea Achenbach; 2 Ruth Gysel-Linder; 3 Elsbeth Linder; 4 Eberhard Rink | 1986      | Vertrieb in Deutschland für Gospel News |
| 20 | 25 | 222 | [1] Warum singen wir • [2] Bin überreich beschenkt • [3] Followers Of Christ4 • [4] Hab keine Angst2 • [5] Doch wir sind sicher • [6] How Majestic Is Your Name1 • [7] Niemand ist größer • [8] Was ist deine Vision • [9] Jesus, dir gehört mein Leben3;4 • [10] Liebe Gott, den Herrn der Welt | Gospel News unter der Leitung von Uwe Knoblauch 1 Dorothea Achenbach; 2 Ruth Gysel-Linder; 3 Elsbeth Linder; 4 Eberhard Rink | 1986      | Vertrieb in Deutschland für Gospel News |
| | |     | | |           | |
| | 25 | 238 | Hidden Treasures | Jim Mills | 19??      | |
| [1] People Of God • [2] Judgement Must Begin… • [3] First Love • [4] Be Strong • [5] Behind The Mask • [6] Kingdom Of Light • [7] No Higher Calling • [8] Treasure To Me • [9] Seek The Lord • [10] You Are Exalted • [11] Lamb Of God                                 | 25 | 238 | | Jim Mills | 19??      | |
| | |     | | |           | |
| | 25 | 307 | Kinderlieder | Various | 1997      | Kompilationsalbum aus Zweitverwertungstiteln vorangegangener Veröffentlichungen |
| [1] Jedes Kind ist anders • [2] Drachen, lieber Drachen • [3] Freude, Freude [aus CD 60.137] • [4] Der Esel hat vier Beine • [5] Die Kleinen werden groß • [6] Danket dem Herrn [aus CD 60.137] • [7] Warum kommt wohl der Regen • [8] Wolkentheater [aus MC 25.190-4] | 25 | 307 | | Various | 1997      | Kompilationsalbum aus Zweitverwertungstiteln vorangegangener Veröffentlichungen |

| Präfix | Präfix | Nr. | Titel                                                        | Interpreten                                          | Jahr | Anmerkungen |
| CD     | MC | Nr. | Titel                                                        | Interpreten                                          | Jahr | Anmerkungen |
| ------ | --- | --- | ------------------------------------------------------------ | ---------------------------------------------------- | ---- | --- |
|        | |     |                                                              |                                                      |      | |
| 60     | | 052 | Yours Ever                                                   | Stewart And Kyle                                     | 1976 | Stewart And Kyle: Alistair Stewart und Chris Kyle; Veröffentlichung für den deutschen Musikmarkt 1985, Erstveröffentlichung in Großbritannien unter Label Grapevine – LP-Nr. 103 |
| 60     | [1] Moving On • [2] If An Opportunity • [3] Take A Look Around • [4] What A Dream • [5] Fisherman • [6] Will You Go • [7] Once You Were Here • [8] Money • [9] Coke’s Song • [10] Home | 052 |                                                              | Stewart And Kyle                                     | 1976 | Stewart And Kyle: Alistair Stewart und Chris Kyle; Veröffentlichung für den deutschen Musikmarkt 1985, Erstveröffentlichung in Großbritannien unter Label Grapevine – LP-Nr. 103 |
|        | |     |                                                              |                                                      |      | |
| 60     | | 075 | Choral-Weihnacht                                             | Spektrum unter der Leitung von Martin Falk (?)       | 1988 | |
| 60     | [1] Joy To The World • [2] In dulci jubilo • [3] O Bethlehem, du kleine Stadt • [4] Go Tell It On The Mountain • [5] Engel auf den Feldern singen • [6] Welch Kindlein liegt in der Jungfrau Schoß • [7] Hark! The Herold Angels Sing • [8] Lobt Gott, ihr Christen • [9] Herbei, o ihr Gläubigen • [10] Der Heiland ist geboren • [11] Il est né • [12] O Heiland, reiß die Himmel auf | 075 |                                                              | Spektrum unter der Leitung von Martin Falk (?)       | 1988 | |
|        | |     |                                                              |                                                      |      | |
| 60     | | 081 | Temporary Residence                                          | Stewart And Kyle                                     | 1980 | Veröffentlichung für den deutschen Musikmarkt 1989, Erstveröffentlichung in Großbritannien unter Label Grapevine – LP-Nr. GRV 134                                                |
| 60     | [1] Keep On • [2] What Will Life Bring For Me • [3] Hopelessly Confused • [4] I Wish I Had All My Tomorrows • [5] I Want To Go Home • [6] Star • [7] In A World • [8] Left, Right • [9] One Way Or Another • [10] Robin’s Song • [11] So Many Talk Of Love • [12] Many Miles | 081 |                                                              | Stewart And Kyle                                     | 1980 | Veröffentlichung für den deutschen Musikmarkt 1989, Erstveröffentlichung in Großbritannien unter Label Grapevine – LP-Nr. GRV 134                                                |
|        | |     |                                                              |                                                      |      | |
| 60     | | 083 | Dieter Falk                                                  | Dieter Falk (Keyboards)                              | 1989 | CD-Veröffentlichung für LP-Nr. 20.153 |
|        | |     |                                                              |                                                      |      | |
| 60     | | 107 | Midnite Blue                                                 | Werner Hucks (Gitarre)                               | 1990 | CD-Veröffentlichung der LP-Nr. 20.160 |
|        | |     |                                                              |                                                      |      | |
| 60     | | 110 | Romantic Rock Volume 1                                       | Various                                              | 1990 | CD-Veröffentlichung unter diskontinuierlicher Katalognummer für LP-Nr. 20.163 |
|        | |     |                                                              |                                                      |      | |
| 60     | | 137 | Freude, Freude                                               | Scalakinder                                          | 1991 | |
| 60     | [1] Freude, Freude • [2] Nazareth • [3] Weil er mich so lieb hat • [4] Meine Füße sind platt • [5] Joseph, bleib stehn • [6] Jeden Weg zieht er mit • [7] Das ist ein Geschäft • [8] Kein Platz • [9] Danket dem Herrn • [10] Sterne blinken, Sterne blitzen • [11] Jesus, Jesus • [12] Ich bin Gottes Kind                                                                             | 137 |                                                              | Scalakinder                                          | 1991 | |
|        | |     |                                                              |                                                      |      | |
| 60     | | 139 | Zündstoff!                                                   | Ingemar Olsson; Chorlight                            | 1991 | |
| 60     | [1] Eden auf Erden • [2] Schöne Menschen • [3] Ist dir bewusst, dass du sehr wertvoll bist • [4] Ja, ja – nee, nee • [5] Halt mich • [6] Wir sind dran • [7] Schalom • [8] Meisterhaft • [9] Nase voll • [10] Nur der Glaube • [11] Leben so wie du • [12] Liebe ohne Grenzen | 139 |                                                              | Ingemar Olsson; Chorlight                            | 1991 | |
| 60     | | 140 | Besonders wert(h)voll Die schönsten Lieder von Jürgen Werth* | Jürgen Werth                                         | 1991 | * Untertitel nicht auf Frontcover |
| 60     | [1] Der Weise • [2] Manchmal • [3] Wie ein Tropfen Meer • [4] Menschen wie Menschen • [5] Stadt des Friedens • [6] Gott gab dich nicht auf • [7] Wind in meinen Segeln • [8] Hallo John, Paul, George und Ringo • [9] Ich hörte auf die Stille • [10] Bi us hier • [11] Du bist du • [12] Nun bist du fort • [13] Seht ihn • [14] Wenn der Morgen kommt                                 | 140 |                                                              | Jürgen Werth                                         | 1991 | * Untertitel nicht auf Frontcover |
|        | |     |                                                              |                                                      |      | |
| 60     | | 144 | Colours                                                      | Dieter Falk (Keyboards) Lars A. Frederiksen (Vocals) | 1992 | |
| 60     | [1] Seek • [2] Over Again • [3] Swing Low • [4] We Shall Overcome • [5] Lights In The Dark • [6] Take Me On • [7] Joy • [8] She Loves Yellow • [9] I Love Blue (Hip The Hop) • [10] Psalm | 144 |                                                              | Dieter Falk (Keyboards) Lars A. Frederiksen (Vocals) | 1992 | |
|        | |     |                                                              |                                                      |      | |
| 60     | | 147 | Classic Guitar 2*                                            | Mauro Giuliani (Gitarre) Werner Hucks (Gitarre)      | 1992 | * Originaltitelschreibweise: Classic Guitar, Volume 2 |
| 60     | [1] L’Amoroso (Opus 148) • [2] Gran Sonata Eroica (Opus 150) • [3] La Melancholia (Opus 148) • [4] Preludium D-Dur Nr. 1 (Opus 83) • [5] Sonatina C-Dur (Opus 71): Maestoso / [6] Menuetto / [7] Rondo • [8] Larghetto aus „Le Papillon“ in G (Opus 50) • [9] Preludium Nr. 2 (Opus 83) • [10] Variazioni Su Un Tema Di Händel (Opus 107) • [11] Jazzludium in A (Opus 83/2)            | 147 |                                                              | Mauro Giuliani (Gitarre) Werner Hucks (Gitarre)      | 1992 | * Originaltitelschreibweise: Classic Guitar, Volume 2 |

| Präfix | Nr. | Postfix | Titel | Interpreten                                                                                                   | Jahr | Anmerkungen |
| CD     | Nr. | Postfix | Titel | Interpreten                                                                                                   | Jahr | Anmerkungen |
| ------ | --- | --- | --- | --- | ---- | --- |
|        |     | | | |      | |
| 27     | 179 | | Jonathan & Laurent – Live | Jonathan & Laurent & Freunde Helge Dittmer Role Kalkbrenner Christoph Zehendner Bette Midler                  | 1992 | * Live-Album aus Konzertmitschnitten vom 7. Mai 1992 im „Haus des Gastes“, Gladenbach, 8. Mai 1992 im „Bückenforum“, Bonn-Beuel sowie 10. Mai 1992 in „Harmonie“, Heilbronn |
| 27     | 179 | [1] Rain • [2] Der goldene Käfig (Jonathan Böttcher) • [3] Es ist so schön, dass du mir Freude gibst (Helge Dittmer & Jonathan Böttcher) • [4] Einer für alle (Jonathan Böttcher) • [5] Lauric (Laurent Quiros) • [6] Farben für den Winter (Role Kalkbrenner) • [7] Solo Laurent Quiros (Laurent Quiros) • [8] Fassaden (Jonathan Böttcher) • [9] Much Too Precious (Jonathan Böttcher) • [10] Welch ein Mensch (Christoph Zehendner) • [11] Regenbogen (Role Kalkbrenner) • [12] Lonely Days • [13] The Rose (Bette Midler) | | Jonathan & Laurent & Freunde Helge Dittmer Role Kalkbrenner Christoph Zehendner Bette Midler                  | 1992 | * Live-Album aus Konzertmitschnitten vom 7. Mai 1992 im „Haus des Gastes“, Gladenbach, 8. Mai 1992 im „Bückenforum“, Bonn-Beuel sowie 10. Mai 1992 in „Harmonie“, Heilbronn |
|        |     | | | |      | |
| 27     | 184 | 2 | Dreamtime | Werner Hucks (Gitarre)                                                                                        | 1993 | |
| 27     | 184 | 2 | [1] Café 26 • [2] One More Blues • [3] Blueberry Island • [4] Salty Skin • [5] Dawn At Eleven P.M. (Dawn At 11 PM) • [6] Interlude • [7] Little Country Girl • [8] On the "Autobahn" • [9] November Sunset • [10] Little Train • [11] Kaipha’s Palace • [12] Samba | Werner Hucks (Gitarre)                                                                                        | 1993 | |
|        |     | | | |      | |
| 27     | 187 | 2 | Isn’t It Strange | Stewart And Kyle                                                                                              | 1978 | Veröffentlichung für den deutschen Musikmarkt 1993, Erstveröffentlichung in Großbritannien unter Label Grapevine – LP-Nr. GRV 112 1978                                      |
| 27     | 187 | 2 | [1] Come Early • [2] America • [3] C’est La Vie • [4] When Love Came Down • [5] Open Boat • [6] Do You Remember? • [7] Don’t Hold Me Back • [8] Many Times • [9] Living In These Days • [10] The Sad And Lonely | Stewart And Kyle                                                                                              | 1978 | Veröffentlichung für den deutschen Musikmarkt 1993, Erstveröffentlichung in Großbritannien unter Label Grapevine – LP-Nr. GRV 112 1978                                      |
|        |     | | | |      | |
| 27     | 193 | 2 | Klassische Melodien Gitarre und Orchester | Werner Hucks (Gitarre) Dick le Mair Orchestra*                                                                | 1993 | * Bei Erstveröffentlichung Orchestername nicht spezifiziert, sondern Einzelaufzählung beteiligter Instrumentalisten sowie Nennung Dick le Mair als Dirigent                 |
| 27     | 193 | 2 | [1] God Bless The Child • [2] Zünde an dein Feuer • [3] Rainy Day • [4] Interlude I • [5] A Child Is Born • [6] Lass mich immer mit dir gehen (Lass mich immer mit dir gehn) (Just A Closer Walk) • [7] Interlude II • [8] Großer Gott, wir loben dich • [9] Nobody Knows • [10] Greatest Love • [11] Interlude III • [12] Come Sunday • [13] Der Mond ist aufgegangen | Werner Hucks (Gitarre) Dick le Mair Orchestra*                                                                | 1993 | * Bei Erstveröffentlichung Orchestername nicht spezifiziert, sondern Einzelaufzählung beteiligter Instrumentalisten sowie Nennung Dick le Mair als Dirigent                 |
|        |     | | | |      | |
| 27     | 239 | 2 | Instrumental Collection | Dieter Falk & Band*                                                                                           | 1994 | * Bezeichnung bei Erstveröffentlichung: „Dieter-Falk-Band“ |
| 27     | 239 | 2 | [1] In dir ist Freude • [2] Jesu, meine Freude • [3] Seek • [4] Angelikas Song • [5] We Shall Overcome • [6] It’s Me • [7] Deep River • [8] Joy Arising • [9] Joy • [10] Nun danket alle Gott • [11] Heart And Soul • [12] Danket • [13] Du und ich • [14] Celebration • [15] Precious Interlude | Dieter Falk & Band*                                                                                           | 1994 | * Bezeichnung bei Erstveröffentlichung: „Dieter-Falk-Band“ |
|        |     | | | |      | |
| 27     | 246 | 2 | Alive! | Cae Gauntt*                                                                                                   | 1994 | * Bezeichnung bei Erstveröffentlichung: „CAE“ |
| 27     | 246 | 2 | [1] Was uns bleibt • [2] Love Resurrection • [3] Jesus Is The Light • [4] I Wanna Tell The World • [5] Circle Of Love • [6] I Need Him • [7] Alive! And Well • [8] Celebrate • [9] Dancing Too Close To The Fire • [10] Liebe trägt uns durch • [11] Ein für allemal • [12] Hier • [13] Oh Cae • [14] The Rescue • [15] C.A.E. | Cae Gauntt*                                                                                                   | 1994 | * Bezeichnung bei Erstveröffentlichung: „CAE“ |
|        |     | | | |      | |
| 27     | 259 | 2 | Der Messias – Händel Meets Pop | Helmut Jost (Konzept und Projektleitung) 1 Cae Gauntt 2 Robbin Casey 3 Eberhard Rink 4 Helmut Jost Studiochor | 1995 | |
| 27     | 259 | 2 | [1] Ouvertüre • [2] Tröstet diese Menschen • [3] Alle Tale • [4] Doch wer kann ertragen • [5] Steh auf, du Botin der Freude • [6] Uns ist zum Heil ein Kind geboren • [7] Seht an das Gotteslamm • [8] Er war verachtet • [9] Wahrlich, er litt unsere Qual • [10] Doch du ließest ihn im Grabe nicht • [11] Wie lieblich ist der Boten Schritt • [12] Ich weiß, dass mein Erlöser lebt • [13] Halleluja | Helmut Jost (Konzept und Projektleitung) 1 Cae Gauntt 2 Robbin Casey 3 Eberhard Rink 4 Helmut Jost Studiochor | 1995 | |
|        |     | | | |      | |
| 27     | 266 | 2 | Welt von tausend Wegen* | Cae Gauntt**                                                                                                  | 1996 | * Titeleigenschreibweise: „Welt von 1000 Wegen“; ** Bezeichnung bei Erstveröffentlichung: „cae“                                                                             |
| 27     | 266 | 2 | [1] Ich brech noch einmal auf • [2] In der Welt von tausend Wegen • [3] Es ist ein langer Weg • [4] Die Hand auf der Schulter • [5] Gute Wünsche • [6] Krieg in mir • [7] Wald der Angst • [8] Wo ich zu Hause bin • [9] Gute fremde Hand • [10] Halte fest, was du hast • [11] Ohne Bett, ohne Dach | Cae Gauntt**                                                                                                  | 1996 | * Titeleigenschreibweise: „Welt von 1000 Wegen“; ** Bezeichnung bei Erstveröffentlichung: „cae“                                                                             |
|        |     | | | |      | |
| 27     | 273 | 2 | Writing On The Wall | Arne Kopfermann                                                                                               | 1996 | |
| 27     | 273 | 2 | [1] I’m Thirsty • [2] Plenty In The Fathers House • [3] Love On The Line • [4] Writing On The Wall • [5] Maria • [6] Undivided Love • [7] Mourning Into Laughter • [8] Consider How He Loves You • [9] Secret Of All Time • [10] Surrender • [11] The Lord’s Prayer | Arne Kopfermann                                                                                               | 1996 | |
|        |     | | | |      | |
| 27     | 282 | 2 | Bleibend ist deine Treu Instrumental | Hymns Of Praise Strings                                                                                       | 19?? | |
| 27     | 282 | 2 | [1] Am Kreuz • [2] O Gnade Gottes wunderbar • [3] Heilig, heilig, heilig • [4] Wie ein Hirte seine Herde weidet • [5] O Vater im Himmel • [6] Bleibend ist deine Treu • [7] Nimm mein Leben, Jesu dir • [8] Es ist ein Born • [9] Schönster Herr Jesu • [10] Weil Gottes Liebe weiterreicht | Hymns Of Praise Strings                                                                                       | 19?? | |
|        |     | | | |      | |
| 27     | 292 | 2 | Day On A Hill | Cae Gauntt | 1997 | |
| 27     | 292 | 2 | [1] Day On A Hill • [2] All The Life • [3] The Edge • [4] Circle Of Love • [5] Inside Me • [6] This Light • [7] His Grace • [8] Reaching Out • [9] I Need Him • [10] Every Star • [11] Choosing • [12] Oh Cae • [13] The Rescue • [14] Cae • [15] When Love Comes Home | Cae Gauntt | 1997 | |
|        |     | | | |      | |
| 27     | 294 | 2 | Hier in unsrer Straße | Die Rinks* | 1997 | *Bezeichnung bei Erstveröffentlichung: „Rink-Family“ |
| 27     | 294 | 2 | [1] Hier in unsrer Straße • [2] Drachen, lieber Drachen • [3] Peinlich, aber wahr • [4] Komm und spiel mit mir • [5] Du bist kein Musterkind • [6] Die Kleinen werden groß • [7] Windmühlentanz • [8] Klassenkasper • [9] Schnöke • [10] Im Obstkorb • [11] Gott will mit dir reden • [12] Ich komm zu dir | Die Rinks* | 1997 | *Bezeichnung bei Erstveröffentlichung: „Rink-Family“ |
|        |     | | | |      | |
| 27     | 297 | 2 | Random Message Control | Random Message Control Gospelfloor                                                                            | 1997 | Random Message Control (RMC): Sara Milner (The Innocent), Arne Kopfermann (The Frog), Stefan Weyel (The Sonic Pope)                                                         |
| 27     | 297 | 2 | [1] Mercy Triumphs • [2] Walk By Faith, Not By Sight • [3] S.e.x. (S.-E.-X.) • [4] Was hast du davon? • [5] Kiss Of Eternity • [6] Take The Color, Get The Message | Random Message Control Gospelfloor                                                                            | 1997 | Random Message Control (RMC): Sara Milner (The Innocent), Arne Kopfermann (The Frog), Stefan Weyel (The Sonic Pope)                                                         |
| 27     | 298 | 2 | You And Me | Normal Generation?                                                                                            | 1997 | Maxi-Single |
| 27     | 298 | 2 | [1] You And Me • [2] He’ll Be There | Normal Generation?                                                                                            | 1997 | Maxi-Single |
|        |     | | | |      | |
| 27     | 300 | 2 | Romantic Guitar | Werner Hucks (Gitarre)                                                                                        | 1997 | Kompilationsalbum aus Zweitverwertungstiteln vorangegangener Veröffentlichung enthält 4 Musiktitel in Erstveröffentlichung                                                  |
| 27     | 300 | 2 | [1] Wooden Church • [2] Night Drive • [3] Spring Song • [4] Tango Triste • [5] Little Country Girl [aus CD-Nr. 27.184-2] • [6] Cafe 26 [aus CD-Nr. 27.184-2] • [7] Dawn At 11 PM [aus CD-Nr. 27.184-2] • [8] One More Blues [aus CD-Nr. 27.184-2] • [9] November Sunset [aus CD-Nr. 27.184-2] • [10] Salty Skin [aus CD-Nr. 27.184-2] • [11] On The Autobahn [aus CD-Nr. 27.184-2] • [12] Pinguin [aus LP-Nr. 20.160] • [13] Rainy Day [aus LP-Nr. 20.160] • [14] Wayfaring Stranger [aus LP-Nr. 20.160] • [15] Midnite Blue [aus LP-Nr. 20.160] • [16] Schweiz Song [aus LP-Nr. 20.160] • [17] Dämmerung am Fluss [aus LP-Nr. 20.146] • [18] Neujahrssong [aus LP-Nr. 20.146] • [19] One More Blues (Reprise) [aus CD-Nr. 27184-2] | Werner Hucks (Gitarre)                                                                                        | 1997 | Kompilationsalbum aus Zweitverwertungstiteln vorangegangener Veröffentlichung enthält 4 Musiktitel in Erstveröffentlichung                                                  |
| 27     | 301 | 2 | W4C | W4C | 1997 | EP; Katalognummer später ohne Postfix |
| 27     | 301 | 2 | [1] Stand By Me • [2] Für meine Homies • [3] In The Name Of The Lord • [4] Party Time • [5] He Is Tha King | W4C | 1997 | EP; Katalognummer später ohne Postfix |
|        |     | | | |      | |
| 927    | 328 | | Hope Garden | Cae Gauntt | 1999 | |
| 927    | 328 | [1] Hope Garden • [2] Der Himmel ist nicht leer • [3] Before I Die • [4] Joy In The Little Things • [5] Wir fallen hin • [6] In California • [7] Talk To Home • [8] Warum wollten wir nicht warten • [9] After All These Years • [10] Son In His Eyes • [11] Weiter auf dem Weg • [12] Cae’s Lament | | Cae Gauntt | 1999 | |
|        |     | | | |      | |
| 927    | 371 | | Klangkörperkultur | Baff | 2000 | |
| 927    | 371 | [1] So ist es richtig • [2] Was hat’n die • [3] Lass mich dein sein • [4] Wofür hältst du mich • [5] Jedermann ist ich • [6] Ich bin der König • [7] Außerhalb • [8] Wir sind dabei • [9] Treffen der Generationen • [10] Nachtreffen • [11] Markenzeichen • [12] Der letzte Rest • [13] Wunder • [14] Jemand wie dich | | Baff | 2000 | |
|        |     | | | |      | |
| 927    | 387 | | Movin On | Stewart & Kyle                                                                                                | 2001 | |
| 927    | 387 | ? | | Stewart & Kyle                                                                                                | 2001 | |
| 927    | 388 | | Best Of Gospel Gospel Roots | Various | 2001 | |
| 927    | 388 | ? | | Various | 2001 | |
|        |     | | | |      | |
| 927    | 393 | | Nonnen singen liturgische Musik | Karmeliter-Orden                                                                                              | 2001 | |
| 927    | 393 | ? | | Karmeliter-Orden                                                                                              | 2001 | |
| 927    | 394 | | Musik zum Atemholen – Panflöte | ? | 2001 | |
| 927    | 394 | ? | | ? | 2001 | |
| 927    | 395 | | Musik zum Atemholen – Klavier | ? | 2001 | |
| 927    | 395 | ? | | ? | 2001 | |
| 927    | 396 | | Funny Fingers | ? | 2001 | |
| 927    | 396 | ? | | ? | 2001 | |
| 927    | 397 | | Hier | Andreas Biermann*                                                                                             | 2002 | * Bezeichnung bei Erstveröffentlichung: „Andy Biermann“ |
| 927    | 397 | [1] Ikarus • [2] Das hätte er nie gedacht • [3] Du siehst mein Herz • [4] Du bist Leben • [5] Verrückter Urlaub • [6] Ewigkeit • [7] Liebe • [8] Egoismus • [9] Auf der Reise • [10] Nur dieses eine Leben | | Andreas Biermann*                                                                                             | 2002 | * Bezeichnung bei Erstveröffentlichung: „Andy Biermann“ |
| 927    | 398 | | Nichts als die Wahrheit | Baff | 2002 | |
| 927    | 398 | [1] Nichts als die Wahrheit • [2] Fremd • [3] Zweite Wahl • [4] Wieder besser • [5] Gib mir • [6] Immer nur bei dir • [7] Zur Sonne gradeaus [Radio Edit] • [8] Zur Sonne gradeaus • [9] An deiner Seite • [10] So wie ich mich seh • [11] Wie alles begann • [12] Erzähl • [13] So wie ich mich seh II | | Baff | 2002 | |

| Präfix | Nr. | Titel | Interpreten        | Jahr | Anmerkungen                                              |
| CD     | Nr. | Titel | Interpreten        | Jahr | Anmerkungen                                              |
| ------ | --- | --- | ------------------ | ---- | -------------------------------------------------------- |
|        |     | |                    |      |                                                          |
| [][]2  | 446 | This Love … Is A Child | Cae & Eddie Gauntt | 2000 | Maxi-Single                                              |
| [][]2  | 446 | [1] Stille Nacht (Stille Nacht, heilige Nacht – Silent Night, Holy Night) • [2] In der Luft • [3] If Love Had Hands • [4] Jingle Bells | Cae & Eddie Gauntt | 2000 | Maxi-Single                                              |
|        |     | |                    |      |                                                          |
| []32   | 717 | Baff | Baff               | 1997 | Maxi-Single; Eigenschreibweise in Großbuchstaben: „BAFF“ |
| []32   | 717 | [1] Baff • [2] Salz • [3] Einziger Gott • [4] Wieder mal • [5] Krieg den Arsch hoch                                                    | Baff               | 1997 | Maxi-Single; Eigenschreibweise in Großbuchstaben: „BAFF“ |